# Åtvidaberg
Atvidaberg (en sueco Åtvidaberg) es una ciudad situada en la región industrial de Östergötland, en Suecia, y es el centro administrativo del municipio de Åtvidaberg.

## Historia
En la Edad Media se inició la construcción de la aldea de Åtvidaberg, que en ese momento era un importante centro minero en la región. Durante el siglo XIX y principios del siglo XX, la ciudad fue creciendo e industrializándose.
En los años 1970, se construyeron las principales industrias relacionadas con la celulosa. La ciudad también es famosa porque es sede del equipo de fútbol Åtvidabergs Fotbollförening, uno de los más fuertes de Suecia.

## Personalidades
- Frida Wallberg, campeona mundial de boxeo en 2010.
- Roger Magnusson, futbolista.
- Martin Magni, Desarrollador de Videojuegos Independientes